# Liste der Ortschaften im Bezirk Jennersdorf
Die Liste der Ortschaften im Bezirk Jennersdorf enthält die Gemeinden und ihre zugehörigen Ortschaften im burgenländischen Bezirk Jennersdorf (in Klammern stehen die Einwohnerzahlen zum Stand 1. Jänner 2024):
- Deutsch Kaltenbrunn (1185)
  - Rohrbrunn (545)

- Eltendorf (547)
  - Zahling (361)

- Heiligenkreuz im Lafnitztal (833)
  - Poppendorf im Burgenland (435)

- Jennersdorf (2394)
  - Grieselstein (669)
  - Henndorf im Burgenland (495)
  - Rax (610)

- Königsdorf (774)

- Minihof-Liebau (313)
  - Tauka (286)
  - Windisch-Minihof (446)

- Mogersdorf (667)
  - Deutsch Minihof (154)
  - Wallendorf (346)

- Mühlgraben (385)

- Neuhaus am Klausenbach (490)
  - Bonisdorf (100)
  - Kalch (186)
  - Krottendorf bei Neuhaus am Klausenbach (125)

- Rudersdorf (1742)
  - Dobersdorf (479)

- Sankt Martin an der Raab (585)
  - Doiber (245)
  - Eisenberg an der Raab (205)
  - Gritsch (108)
  - Neumarkt an der Raab (270)
  - Oberdrosen (192)
  - Welten (358)

- Weichselbaum (120)
  - Krobotek (304)
  - Maria Bild (191)
  - Rosendorf (90)